# Chalcides guentheri
Chalcides guentheri är en ödleart som beskrevs av  George Albert Boulenger 1887. Chalcides guentheri ingår i släktet Chalcides och familjen skinkar. IUCN kategoriserar arten globalt som sårbar. Inga underarter finns listade i Catalogue of Life.